# Clavipanurgus anatolicus
Clavipanurgus anatolicus is een vliesvleugelig insect uit de familie Andrenidae. De wetenschappelijke naam van de soort is voor het eerst geldig gepubliceerd in 1972 door Warncke.